# 普斯陶塞迈什
普斯陶塞迈什，是匈牙利绍莫吉州所辖的一个村。总面积10.39平方公里，总人口377，人口密度36.3人/平方公里（2011年1月1日）。